# منتخب تاهيتي تحت 17 سنة لكرة القدم
منتخب تاهيتي تحت 17 سنة لكرة القدم هو ممثل تاهيتي الرسمي في المنافسات الدولية في كرة القدم في فئة كرة قدم تحت 17 سنة للرجال
، يديريه اتحاد تاهيتي لكرة القدم.